# Trevor Taylor

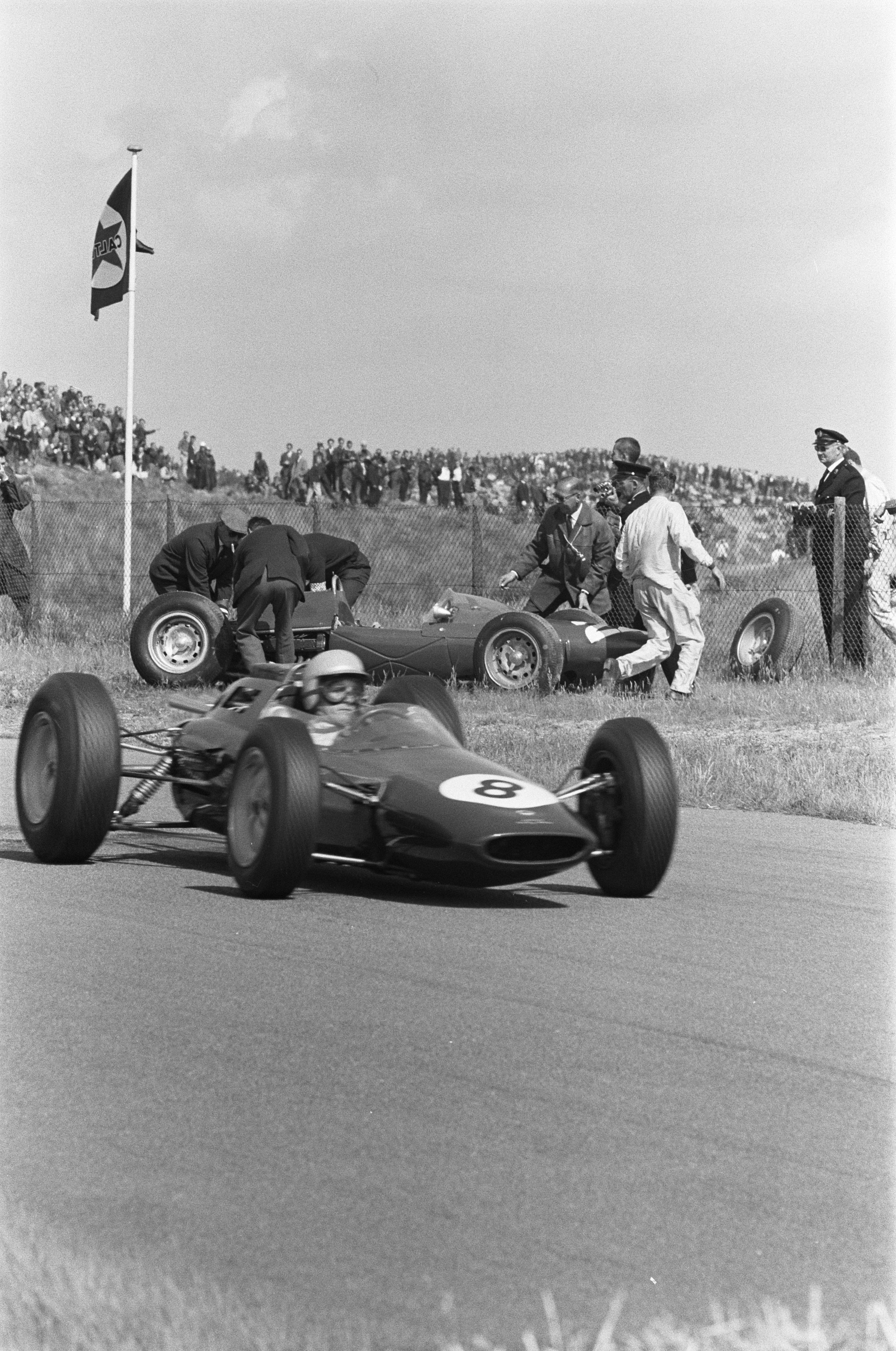
Taylor in 1963, in actie op de GP van Zandvoort

Trevor Taylor (Gleadless, Sheffield, 26 december 1936 – Wickersley, South Yorkshire, 27 september 2010) is een voormalig Brits autocoureur. Tussen 1959 en 1966 nam hij deel aan 29 Grands Prix Formule 1 voor de teams Lotus, British Racing Partnership en Shannon en scoorde hierin 1 podiumplaats en 8 WK-punten.